# ویلیام آلستون
ویلیام پی. آلستون (۱۹۲۱–۱۳ سپتامبر ۲۰۰۹) فیلسوف دین و استاد دانشگاه سیراکیوز بود که دیدگاه‌های او دربارهٔ مبناگرایی، درونی گرایی (در مقابل بیرونی گرایی)، افعال گفتاری و ارزش معرفتی تجربه‌های عرفانی بسیار تأثیرگذار بوده‌است. او مانند غالب فیلسوفان آمریکایی در سنت فلسفهٔ تحلیلی قرار داشت.
او به همراه الوین پلانتینگا، نیکلاس ولترزتورف و برخی دیگر نظریهٔ مبناگرایی اصلاح شده را در معرفت‌شناسی پایه‌گذاری کرد که یکی از مهم‌ترین وجوه تفکر دینی قرن بیستم به شمار می‌رود.

## تجربهٔ دینی
از نظر آلستون تجربهٔ دینی نیز مانند تجربهٔ حسی می‌تواند منبعی برای معرفت یا توجیه معرفتی باشد گرچه هیچ‌کدام از این دو همیشه خالی از خطا و اشتباه نیست. به نظر او اختلافات بین این دو گونه تجربه، نشانگر اعتبار تجربهٔ حسی و بی‌اعتباری تجربهٔ دینی نیست؛ بلکه تنها نشانگر دوگونهٔ مختلف از تجربه است. همچنان که تجربهٔ دینی موجب معرفت برای خود شخص می‌شود، گزارش آن نیز می‌تواند موجب ایجاد معرفت برای دیگران باشد. به نظر آلستون ما برای اعتماد به منابع تجربی باورها هیچ دلیل کافی نمی‌توانیم داشته باشیم مگر آنکه برای همهٔ آن‌ها اعتباری اولیه قائل باشیم و تنها اگر دلایلی برای بی‌اعتباری آن‌ها به دست آوردیم آن‌ها را کنار بگذاریم در غیر این صورت گرفتار شک‌گرایی تمام عیار خواهیم شد. به نظر او هر عمل شناختی که به لحاظ اجتماعی تثبیت شده باشد باید به عنوان منبعی برای باور صادق پذیرفت مگر دلایل کافی برای رد آن در دست باشد.